# Коктінколі
Коктінколі́ (каз. Көктіңкөлі) — станційне селище у складі Шетського району Карагандинської області Казахстану. Входить до складу Коктенкольського сільського округу.
Населення — 136 осіб (2021; 229 у 2009, 249 у 1999, 223 у 1989).
Національний склад станом на 1989 рік:
- казахи — 100 %.

Станом на 1989 рік селище називалось Коктенколь.